# Filippo Fabbri
Filippo Fabbri, né le 7 janvier 2002 à Saint-Marin, est un footballeur international saint-marinais qui évolue au poste de défenseur central au Victor San Marino en Série D (Groupe D).

## Biographie

### Carrière nationale
Le 28 mars 2021, Fabbri fait ses débuts en équipe de Saint-Marin, lors d'un match des éliminatoires de la Coupe du monde de football 2022 face à la Hongrie (défaite 0-3).